# NGC 5776
NGC 5776 é uma galáxia espiral (S) localizada na direcção da constelação de Virgo. Possui uma declinação de +02° 58' 01" e uma ascensão recta de 14 horas, 54 minutos e 32,7 segundos.
A galáxia NGC 5776 foi descoberta em 27 de Abril de 1862 por Heinrich Louis d'Arrest.